# Seven de Australia 2016
El Seven de Australia de 2016 fue la decimotercera edición del torneo australiano de rugby 7, fue el cuarto torneo de la temporada 2015-16 de la Serie Mundial Masculina de Rugby 7.
Se disputó en el Sydney Football Stadium de Sídney.

## Fase de grupos

### Grupo A
| Equipo        | Encuentros | Encuentros | Encuentros | Encuentros | Tantos  | Tantos    | Tantos     | Puntos |
| Equipo        | jugados    | ganados    | empatados  | perdidos   | a favor | en contra | diferencia | Puntos |
| ------------- | ---------- | ---------- | ---------- | ---------- | ------- | --------- | ---------- | ------ |
| Nueva Zelanda | 3          | 2          | 1          | 0          | 84      | 34        | +50        | 8      |
| Australia     | 3          | 2          | 1          | 0          | 67      | 36        | +31        | 8      |
| Portugal      | 3          | 1          | 0          | 2          | 38      | 81        | -43        | 5      |
| Canadá        | 3          | 0          | 0          | 3          | 41      | 79        | -38        | 3      |

Nota: Se otorgan 3 puntos al equipo que gane un partido, 2 al que empate y 1 al que pierda

### Grupo B
| Equipo    | Encuentros | Encuentros | Encuentros | Encuentros | Tantos  | Tantos    | Tantos     | Puntos |
| Equipo    | jugados    | ganados    | empatados  | perdidos   | a favor | en contra | diferencia | Puntos |
| --------- | ---------- | ---------- | ---------- | ---------- | ------- | --------- | ---------- | ------ |
| Sudáfrica | 3          | 3          | 0          | 0          | 99      | 26        | +73        | 9      |
| Kenia     | 3          | 2          | 0          | 1          | 60      | 50        | +10        | 7      |
| Escocia   | 3          | 1          | 0          | 2          | 61      | 55        | +6         | 5      |
| Rusia     | 3          | 0          | 0          | 3          | 15      | 104       | -89        | 3      |

### Grupo C
| Equipo    | Encuentros | Encuentros | Encuentros | Encuentros | Tantos  | Tantos    | Tantos     | Puntos |
| Equipo    | jugados    | ganados    | empatados  | perdidos   | a favor | en contra | diferencia | Puntos |
| --------- | ---------- | ---------- | ---------- | ---------- | ------- | --------- | ---------- | ------ |
| Fiyi      | 3          | 3          | 0          | 0          | 99      | 19        | +80        | 9      |
| Argentina | 3          | 2          | 0          | 1          | 45      | 38        | +7         | 7      |
| Samoa     | 3          | 1          | 0          | 2          | 41      | 59        | -18        | 5      |
| Francia   | 3          | 0          | 0          | 3          | 26      | 95        | -69        | 3      |

### Grupo D
| Equipo         | Encuentros | Encuentros | Encuentros | Encuentros | Tantos  | Tantos    | Tantos     | Puntos |
| Equipo         | jugados    | ganados    | empatados  | perdidos   | a favor | en contra | diferencia | Puntos |
| -------------- | ---------- | ---------- | ---------- | ---------- | ------- | --------- | ---------- | ------ |
| Inglaterra     | 3          | 3          | 0          | 0          | 64      | 24        | +40        | 9      |
| Estados Unidos | 3          | 2          | 0          | 1          | 89      | 34        | +55        | 7      |
| Gales          | 3          | 1          | 0          | 2          | 31      | 84        | -53        | 5      |
| Japón          | 3          | 0          | 0          | 3          | 43      | 85        | -42        | 3      |

## Fase Final

### Cuartos de final
| 7 de febrero | Nueva Zelanda | 24 - 7 | Estados Unidos |  |  |

| 7 de febrero | Fiyi | 28 - 12 | Kenia |  |  |

| 7 de febrero | Inglaterra | 12 - 17 | Australia |  |  |

| 7 de febrero | Sudáfrica | 26 - 0 | Argentina |  |  |

### Semifinal
| 7 de febrero | Nueva Zelanda | 14 - 12 | Fiyi |  |  |

| 7 de febrero | Australia | 12 - 7 | Sudáfrica |  |  |

### Final
| 7 de febrero | Nueva Zelanda | 27 - 24 | Australia |  |  |

| Bandera de Nueva Zelanda |
| Campeón Nueva Zelanda    |
| 2º título del circuito   |